# Brahmanas
Die Brahmanas (Sanskrit, n., ब्राह्मण, Brāhmaṇa, „das, was zum Priester gehört“) sind Ritual- und Opfertexte des frühen Hinduismus und sind Bestandteil des Veda, der heiligen Schriften des Hinduismus. Als Entstehungszeit wird 800 v. Chr. bis 500 v. Chr. angesetzt.
Die Brahmanas wurden von Brahmanen verfasst, die die Texte auch verwalteten und mündlich tradierten. Es sind Texte von Priestern für Priester. Die Brahmanas sind in vedischem Sanskrit verfasst. Die Brahmana-Zeit ist mit der Sesshaftwerdung in der Gangesebene verbunden. Eine Institutionalisierung von gesellschaftlicher Hierarchie setzt ein (Kastensystem).
Etliche Brahmanas enthalten auch ein Aranyaka („Waldtext“) und eine Upanishad. Die Chandogya Upanishad z. B. ist Teil des zum Samaveda gehörenden Brahmana.
Ihrer Bestimmung nach sind die Brahmanas Opfer- und Ritualtexte. Das Shatapatha Brahmana sieht die Priester als die „Götter auf Erden“, im Veda-kundigen Brahmanen wohnen alle Gottheiten. Am Anfang waren die Götter sterblich, durch das Opfer wurden sie unsterblich. Die Götter benötigen also das Opfer. Karma gilt als die heilige Tat, das Handeln des Priesters, durch Karma wird man unsterblich. Durch das Opfer wird man wiedergeboren, wobei die korrekte Ausführung des Opfers als essentiell für dessen Erfolg betrachtet wird. Zu diesem Zweck wurden die Brahmanas verfasst und überliefert.
In den Brahmanas wird das Leben als Leid betrachtet, das nur durch das Opferritual verhindert werden könne. Außerdem taucht der Begriff des Wiedertods bzw. Wiedersterbens (punarmrityu) auf. Wer nicht am Opfer teilnimmt, gilt nicht als menschlich, d. h. erst die Teilhabe am Opferritual mache einen Menschen aus. Angehörige der niedersten Kaste, die Shudras, werden als nicht tauglich für das Opfer angesehen.
In der Phase der Entstehung der Brahmanas werden die Anfänge der für den Hinduismus so grundlegenden Karma- und Samsara-Vorstellung formuliert. Die vier Lebensstufen des Menschen (ashrama) werden definiert: Schüler (brahmacarya), Grihastha (Haushalter), Vanaprastha (in die Waldeinsamkeit Gehender) und Sannyasi (die Erleuchtung Suchender).

## Klassifikation
Jedem der vier Veden sind Brahmanas zugeordnet. Jede vedische Schule hatte ihr Brahmana.
- Rigveda
  - Aitareya-Brahmana (AB)
  - Kaushitaki-Brahmana (KB)
- Samaveda
  - Jayminiya Brahmana (JB)
  - Pancavimsha Brahmana
  - Shadvimsha Brahmana
- Yajurveda
  - weißer Yajurveda:
    - Shatapatha-Brahmana (SB)

  - schwarzer Yajurveda:
    - Taittiriya-Brahmana (TB)
- Atharvaveda
  - Gopatha-Brahmana (GopB)